# Katův šleh
Katův šleh, neboli kaťák je levné a snadno připravitelné české jídlo, které je k sehnání prakticky v každé tradiční restauraci. Ačkoliv existuje více variant tohoto pokrmu, základem je pikantnost a přítomnost nudliček vepřového nebo kuřecího masa.

## Ingredience
Mezi standardní ingredience tohoto pokrmu patří:
- Nudličky z kuřecího nebo vepřového masa (možno smíchat dohromady)
- Cibule
- Pórek
- Chilli papričky
- Pálivá paprika
- Sladká paprika
- Rajčatová omáčka
- Nakládané okurky
- Černý pepř

## Příprava
Maso se smaží na pánvi, potom je vařeno spolu s dalšími surovinami. Podává se spolu s rýží, bramborami nebo hranolky.

## Název
Název tohoto pokrmu se často liší, vždy ale odkazuje na jeho pikantnost. Mimo názvu „Katův šleh“ se lze často setkat i s názvy Čertovo tajemství nebo Pekelné nudličky.